# Piazza Carrara
Piazza Francesco Carrara (già San Nicola, dalla chiesa adiacente) è una grande piazza di Pisa, aperta sul Lungarno Pacinotti. Si tratta di una delle più antiche piazze pisane.

## Descrizione
Al centro della piazza si trova il Monumento al Granduca Ferdinando I de' Medici. Scolpita in marmo bianco da Pietro Francavilla su disegno del Giambologna, la statua fu inizialmente posta, nel 1595, a ridosso delle "spallette" di Lungarno, dove era precedentemente la statua dedicata a Rodolfo Orlandi, console ed eroe della Repubblica (chiamata dai pisani dell'epoca Il gigante), per essere poi spostata nella collocazione attuale in seguito ai lavori di riordinamento delle sponde nel 1872. La statua rappresenta il Granduca in abiti militari contemporanei, distaccandosi dall'immagine eroica all'antica che era stata elaborata da Bandinelli per Cosimo I.
In fondo alla piazza alcuni antichi palazzi cinquecenteschi, sedi di istituzioni: il collegio Ricci, il palazzo Mazzarosa, il teatro Ernesto Rossi, inoltre il settecentesco palazzo del Pellegrino, sede dell'Intendenza di Finanza. Sulla sinistra la parte absidale della chiesa di San Nicola, la cui facciata è sulla via Santa Maria.

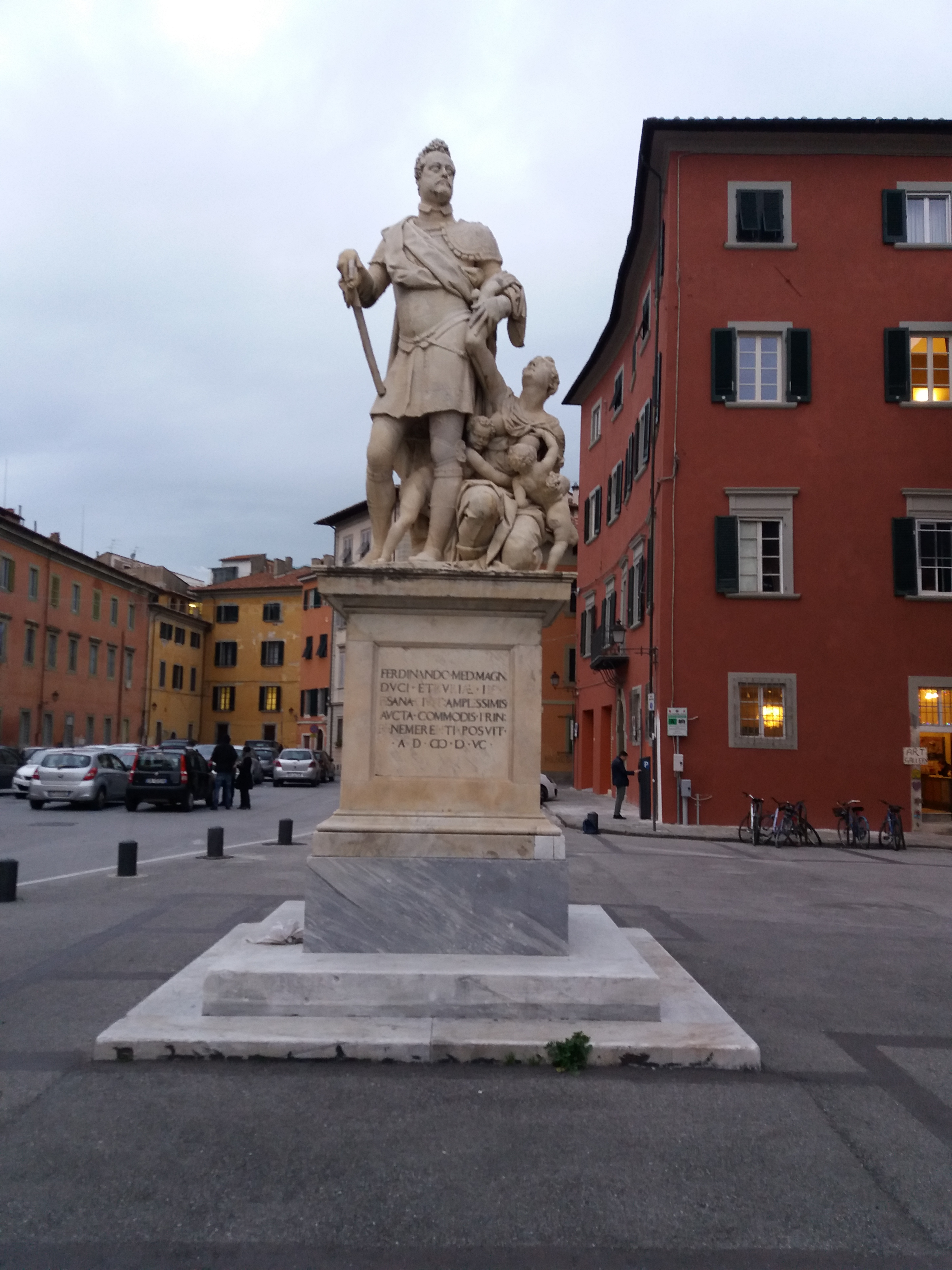
Statua di Ferdinando de' Medici, piazza Carrara, Pisa

Nella piazza è oggi allestito un ampio parcheggio a pagamento.